# Wolfgang Weber (voetballer)
Wolfgang Weber (26 juni 1944) is een voormalige Duitse voetballer, die het meest bekendstaat vanwege zijn doelpunt in de finale van het Wereldkampioenschap voetbal 1966 tegen Engeland, waardoor West-Duitsland op gelijke hoogte met de Engelsen kwam.
Wolfgang Weber speelde als een defensieve middenvelder. Hij speelde tussen 1963 en 1978 356 wedstrijden in de Bundesliga voor 1. FC Köln. Met die club werd hij in 1964 en in 1978 kampioen van West-Duitsland. Tevens won hij met 1. FC Köln in 1968, 1977 en 1978 de DFB-Pokal.
Weber speelde 53 interlands voor West-Duitsland en scoorde 2 keer voor het nationale team. Hij nam deel aan de WK's van 1966 en 1970. Bij zijn eerste deelname werd West-Duitsland tweede en bij het WK van 1970 werd West-Duitsland derde.
Weber eindigde zijn carrière in 1978 en werd datzelfde jaar trainer van Werder Bremen.